# Lake Goodwin
Lake Goodwin je obec v okrese Snohomish v americkém státě Washington. V roce 2000 měla 3 354 obyvatel, z nichž 95 % tvořili běloši, 1 % původní obyvatelé a necelé 1 % Asiaté. 2 % obyvatelstva byla hispánského původu. Z celkové rozlohy 13,6 km² tvořila 24 % voda.